# Aphonomorphus silens
Aphonomorphus silens är en insektsart som först beskrevs av Henri Saussure 1878.  Aphonomorphus silens ingår i släktet Aphonomorphus och familjen syrsor. Inga underarter finns listade i Catalogue of Life.